# Асинский хребет
Асинский хребет (Ацинский хребет) — горный хребет в Забайкальском крае России, в северной части Хэнтэй-Даурского нагорья.
Хребет начинается на западе, у впадения реки Менза в Чикой и тянется в субширотном направлении на восток, до верховьев реки Асакан. Общая протяжённость хребта составляет 90 км при средней ширине, равной 25—30 км. Преобладающие высоты достигают 1600 м, высшая точка — гора Белая Грива (1870 м). Хребет сложен породами преимущественно палеозойского возраста. В рельефе преобладают средневысотные горы с врезанными в них долинами рек; на самых высоких вершинах (гольцах) сохранились следы древнего оледенения, широко распространены курумы и скальные выступы. Преобладающие типы ландшафта: горная тайга, предгольцовые редколесья, гольцы.

## Топографические карты
- Лист карты M-49-XIV. Масштаб: 1 : 200 000. Указать дату выпуска/состояния местности.